# 마누엘 로드리게스
마누엘 로드리게스(Manuel Rodrigues)는 포르투갈의 전문 피트니스 코치이다.